# NGC 2295
NGC 2295 is een spiraalvormig sterrenstelsel in het sterrenbeeld Grote Hond. Het hemelobject werd op 2 februari 1835 ontdekt door de Britse astronoom John Herschel.

## Synoniemen
- ESO 490-47
- MCG -4-16-21
- VV 178
- CGMW 2-34
- PGC 19607